# Медаль «За военную службу Украине»
Медаль «За военную службу Украине» (укр. медаль «За військову службу Україні») — государственная награда Украины для награждения военнослужащих Вооружённых сил Украины и других воинских формирований, созданных в соответствии с законами Украины, а также Государственной специальной службы транспорта, Государственной службы специальной связи и защиты информации Украины, других лиц за мужество и отвагу, самоотверженные действия, проявленные при защите государственных интересов Украины.

## История награды
- 5 октября 1996 года Указом Президента Украины Л. Д. Кучмы № 931/96 учреждён знак отличия Президента Украины — медаль «За военную службу Украине». Тем же Указом были утверждены Положение про знак отличия и описание медали.
- 16 марта 2000 года Верховная Рада Украины приняла Закон «О государственных наградах Украины», которым была установлена государственная награда Украины — медаль «За военную службу Украине». Законом было предусмотрено, что его действие распространяется на правоотношения, связанные с награждением лиц, удостоенных знаков отличия Президента Украины. Президенту было рекомендовано привести свои решения в соответствие с принятым Законом.

## Описание

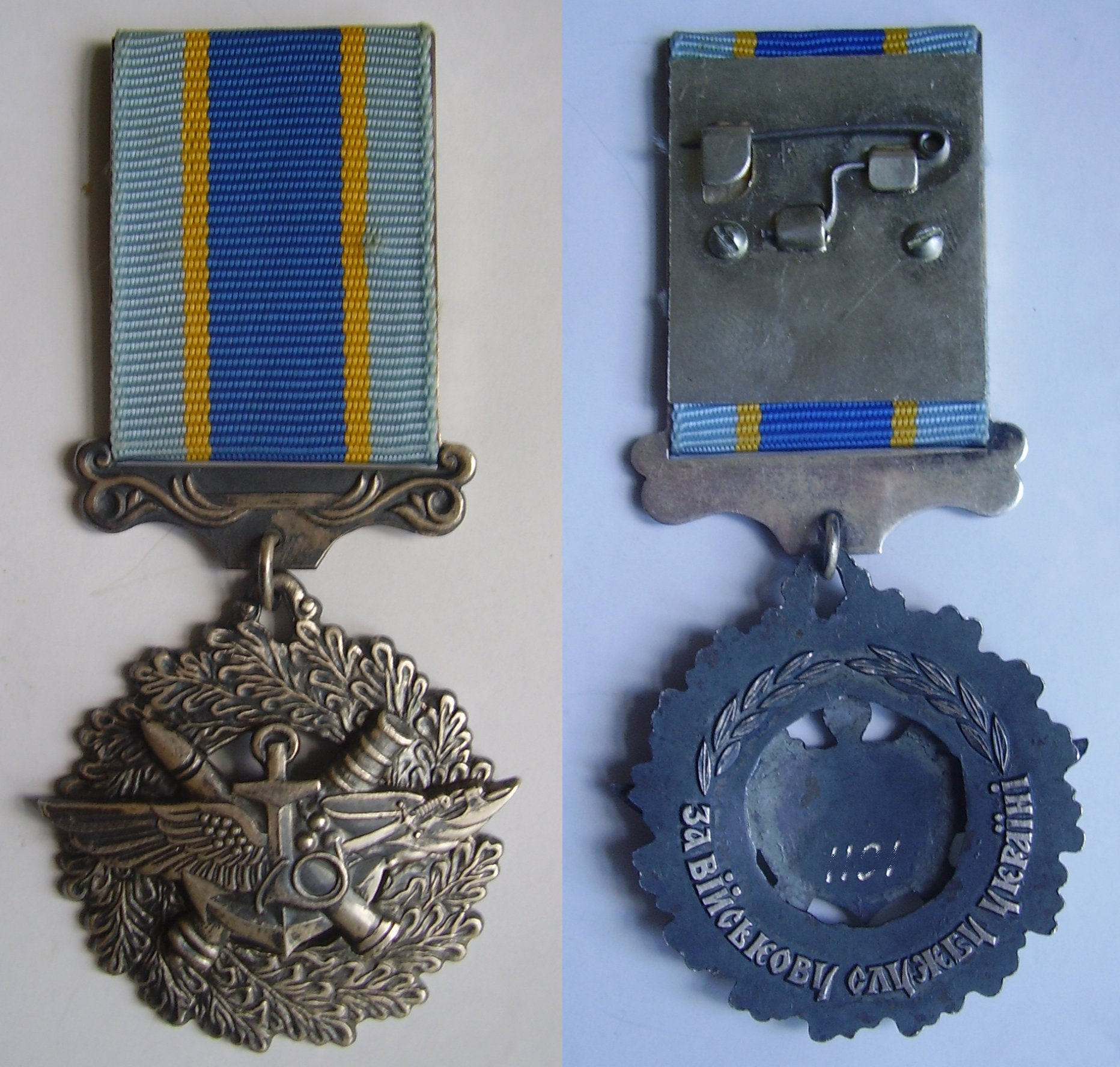
Аверс и реверс медали

Знак отличия Президента Украины — медаль «За военную службу Украине» изготовляется из серебра и имеет форму венка из дубовых листьев. На венок наложена композиция с изображением военного оружия и символики (ракета, пушка, сабля, боевая труба, флаги и др.). Все изображения рельефные. Диаметр венка — 40 мм.
Обратная сторона медали плоская, с рельефным номером.
Венок с помощью кольца с ушком соединяется с прямоугольной колодкой, обтянутой лентой. Нижняя часть колодки фигурная. Размер колодки: длина — 45 мм, ширина — 28 мм. На обратной стороне колодки — застежка для прикрепления медали к одежде.
Лента медали «За военную службу Украине» шелковая муаровая голубого цвета с синей полоской посредине и двумя желтыми по бокам. Ширина ленты — 28 мм. Ширина полосок: синей — 12 мм, желтых — по 2 мм.
Планка медали представляет собой прямоугольную металлическую пластинку, обтянутую лентой. Размер планки: длина — 12 мм, ширина — 24 мм.

## Порядок ношения
Медаль «За военную службу Украине» носится на левой стороне груди после ордена «За доблестный шахтёрский труд» І, ІІ, ІІІ степени.

## Перевод названия награды
На сайте Президента Украины используются разные варианты перевода украинского названия медаль «За військову службу Україні» на русский язык: медаль «За военную службу Украине» и медаль «За воинскую службу Украине».